# Pogranitjnyj pjos Alyj
Pogranitjnyj pjos Alyj (russisk: Пограничный пёс Алый) er en sovjetisk spillefilm fra 1979 af Julij Fajt.

## Medvirkende
- Vladimir Dubrovskij som Ljosja Kosjkin
- Vasilij Kuprijanov som Barabulko
- Viktor Kosykh som Jelisejev
- Vladimir Gerasimov som Maslakov
- Aleksandr Kazakov som Nikolaj Bubentsov